# LaIsha
LaIsha  ("För kvinnan") är en israelisk damtidning.
Den har publicerats varje vecka sedan 1947.
Sedan 1950 har La'Isha sponsrat den årliga skönhetstävlingen Miss Israel.[källa behövs]